# Hemicircus canente
El pito de corazones (Hemicircus canente) es una especie de ave piciforme de la familia Picidae que vive en el sur de Asia. Tiene un característico plumaje negro y blanquecino, un cuerpo rechoncho y un prominente penacho triangular en la cabeza que lo hacen fácil de identificar, y con sus frecuentes llamadas se detecta fácilmente. Se alimenta de invertebrados que encuentra en la corteza de las ramas exteriores de los árboles. Se desplaza en parejas o pequeños grupos y con frecuencia se encuentra en bandadas mixtas de alimentación.

## Descripción

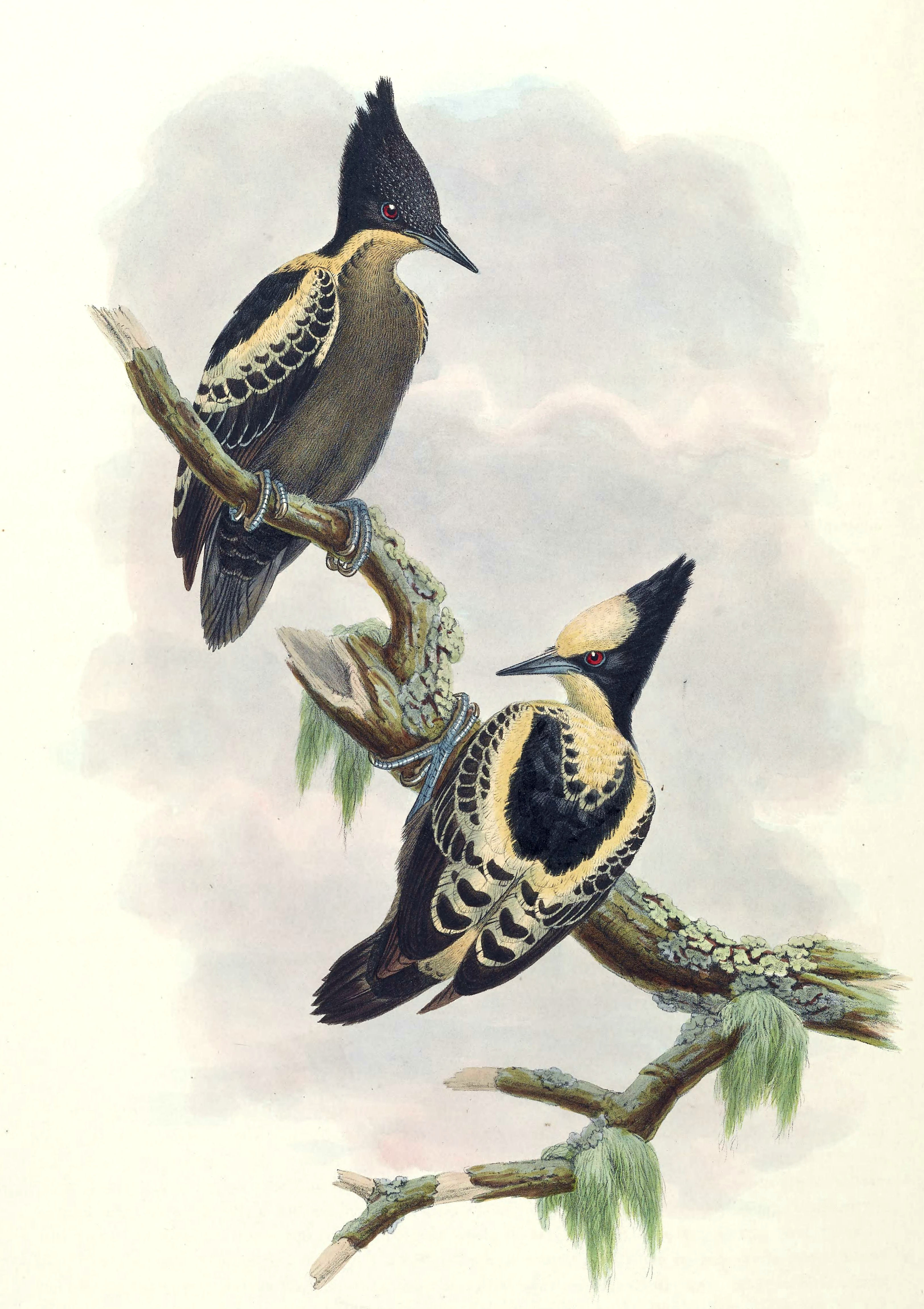
Macho y hembra en la ilustración en la obra Birds of Asia de John Gould.

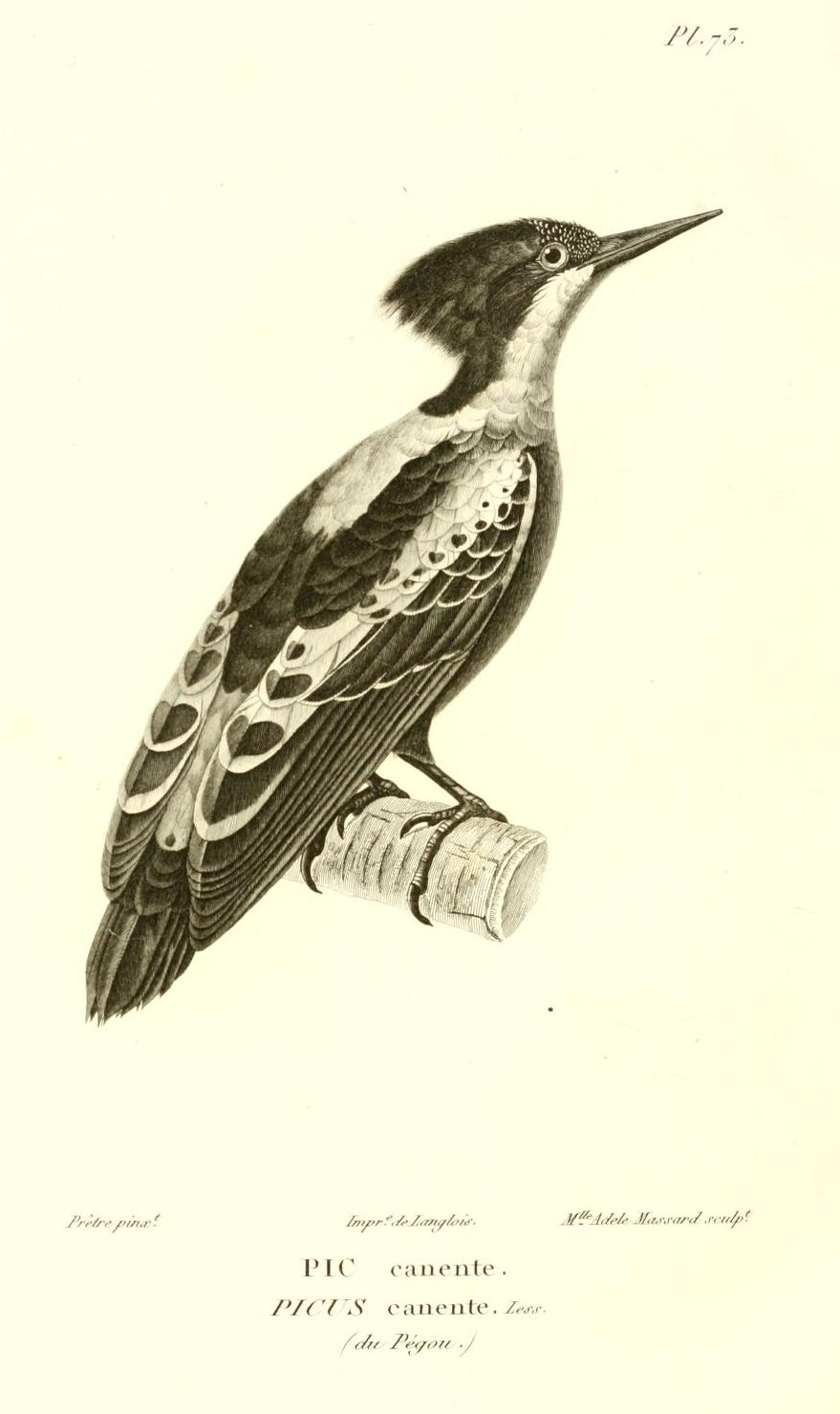
Ilustración para la descripción de Lesson de 1830.

Es un pequeño carpintero principalmente negro y blanquecino, con un gran penacho que hace que su cabeza parezca grande en relación con sus cortos cuerpo y cola. Tanto los machos como las hembras son predominantemente negros con motas en forma de corazón en sus hombros blancos, con manchas blancas en el manto y listas en las plumas de vuelo. Las hembras tienen una mancha de color blancecino cremoso en la frente y el frontal del píleo, mientras que en los machos la parte superior de la cabeza es totalmente negra. La garganta es blanquecina y sus partes inferiores son de color gris oscuro verdoso. Un copete de plumas de su espalda están especializados y son ricos en lípidos lo que causa que estén pejadas en los especímenes conservados. Estas «plumas de grasa» a veces hacen que las plumas del obispillo parezcan de color crema y podrían constituir una coloración cosmética y se dice que su secreción tiene olor agradable, pero su función definitiva es desconocida.

## Distribución y hábitat
Su hábitat natural son los bosques húmedos montanos tropicales o subtropical. Se encuentra en las estribaciones del Himalaya de la India, Bangladés y se extiende por Birmania, Tailandia, Laos, Camboya y Vietnam. En la India además se encuentran en los Ghats Occidentales bosques del centro de la India. Thomas C. Jerdon describió la subespecies cordatus basándose en un espécimen recogido en los Ghats Occidentales y no se considera generalmente distinta a pesar de que varíe ligeramente en el color de su plumaje y tenga una variación clinal de tamaño (las aves del norte son mayores que las que se encuentran cerca del ecuador).

## Comportamiento y ecología
Los pitos de corazones buscan alimento en parejas volando de árbol en árbol rápidamente, a veces se unen a bandadas mixtas de alimentación. Se alimentan en las ramas finas y a menudo emiten llamadas. Comen principalmente insectos que suele encontrar bajo las cortezas, aunque se sabe que también picotea las vainas de Cassia fistula en busca de larvas de insectos. Sus llamadas incluyen un twee-twee-twee definido que a veces sa lugar a un trino con varias notas, un ki-yeew nasal y llamadas su-sie repetidas. Tamborilean con poca frecuencia durante la época de cría, principalmente durante el invierno antes de los monzones. El hueco de su nido suele estar en ramas muertas. Tiene una entrada estrecha de 3 a 4 cm de diámetro y un túnel que va hacia abajo oblicuamente de unos 20 cm antes de abrirse en una cámara. A veces construyen sus nidos en los postes de las vallas. La puesta suele tener de dos a tres huevos, que son blancos y sin marcas. Se han registrado en ellos garrapatas de la especie Haemaphysalis spinigera.